# Molnsådd

Molnsådd kan genomföras från luften eller från marken.

Molnsådd innebär att man genom att sprida kemiska ämnen i luften påverkar de mikrofysikaliska processerna i ett moln. Syftet är att få molnet att avge nederbörd för att öka nederbördsmängden i ett område och/eller minska den i ett annat område.
En av de vanligaste metoderna är att sprida kolaska. Även aluminiumoxid förekommer ofta. Dessa sprids från flygplan, drönare, missiler eller ballonger av den typ som används som väderballong. Tidigare användes ämnet silverjodid som spreds från flygplan.
Framgångsrika experiment har gjorts sedan 1946 med vädermodifiering genom molnsådd, för att exempelvis regn- eller snöväder ska uppstå eller hagel motverkas. Experimenten har varit särskilt vanliga i områden där det råder torka eller omfattande skador sker på jordbruk till följd av hagel, men har minskat i omfattning på senare år. Försöken görs genom att släppa ned torris eller silverjodid, i allmänhet från mindre flygplan, men även jetflygplan har förekommit. Skadeverkningarna av hagel på jordbruket har kunnat minskas i Frankrike (sedan 1950-talet) och Spanien. Småskaliga kommersiella tjänster erbjuds i exempelvis USA för lokal väderförändring. Statliga försök med molnsådd bedrivs på nationell nivå i Australien (sedan 1960-talet), Mali och Niger. Myndigheterna i Kina har bedrivit molnsådd sedan 1960-talet, bland annat för att förhindra regn i samband med OS i Kina.
Sovjets flygvapen lyckades så moln över Vitryssland två dagar efter Tjernobylkatastrofen 1986 för att avlägsna radioaktiva partiklar från moln på väg mot Moskva. Därigenom kunde man undvika att radioaktivt regn föll över Moskva och andra tätbefolkade områden, men förorsakade kraftigt förhöjd radioaktivitet över Vitryssland, där mörka regndroppar kunde observeras. Moskva har förnekat händelsen, men uppgifter om händelsen har under 2000-talet avslöjats av forskare och erkänts av en av piloterna, som har belönats för sin medverkan.